# Hochburg-Ach
Hochburg-Ach è un comune austriaco di 3 170 abitanti nel distretto di Braunau am Inn, in Alta Austria.